# Флаг Чёрноотрожского сельсовета
Флаг муниципального образования Чёрноотрожский сельсовет Саракташского района Оренбургской области Российской Федерации — опознавательно-правовой знак, служащий официальным символом муниципального образования.
Флаг утверждён 9 февраля 2010 года и подлежит внесению в Государственный геральдический регистр Российской Федерации.

## Описание
«Флаг Чёрноотрожского сельсовета представляет собой прямоугольное полотнище с отношением ширины к длине 2:3, разделённое на три части по горизонтали: белого цвета (вверху, шириной две трети от высоты полотнища) с расположением посередине изображения герба сельсовета, синего цвета (в центре, шириной одной шестой от высоты полотнища), зелёного цвета (внизу, шириной одной шестой от высоты полотнища)».

## Обоснование символики
Флаг создан с учётом герба и, языком символов и аллегорий, указывает на исторические и природные особенности сел Чёрноотрожского сельсовета.
Попытки решить проблему малоземелья в центральных районах России, обострившуюся в конце XVIII века, правительством предпринимались не раз. Ситуацию, когда под натиском крупных землевладельцев разорялись сотни мелкопоместных, осложнил рост количества государственных крестьян. Получившие от государства за свою службу землю, они владели ничтожным её количеством, что не позволяло прокормить семью. Один из выходов правительство видело в освоении новых земель на окраинах. Крестьяне-переселенцы, выбравшие для нового поселения земли в междуречье Сакмары и Урала, вряд ли тогда представляли, что за землю будут нести казачью службу сами и их потомки. Эти реки были когда-то естественными границами, разделявшими в Дикой степи, враждующие между собой кочевые народы. Освоение здешних земель России началось в XVIII веке со строительства укрепленных казачьих линий (дистанций) по берегам рек.
Солнце, земля и ладони рук — символ плодородия и изобилия, гостеприимства и щедрости, символ урожая, стабильности, богатства, солнечного тепла, энергии жизни; в гербе поселения это также символизируют хлебные колосья, ставшие основой экономического развития сельсовета.
Белый цвет — символ благородства, достоинства, власти.
Синий цвет — символ чести, духовности, возвышенных устремлений.
Зелёный цвет — символ природы, здоровья, молодости, жизненного опыта.